# Danilo Gomes Magalhães
Danilo Gomes Magalhães (Palmas, 5 febbraio 1999) è un calciatore brasiliano, centrocampista dell'Albirex Niigata.

## Caratteristiche tecniche
È un esterno sinistro.

## Carriera
Cresciuto nel settore giovanile del San Paolo, debutta in prima squadra l'8 dicembre 2019 giocando i minuti finali dell'incontro di Série A vinto 2-1 contro il CSA. Il 17 marzo 2020 rinnova il proprio contratto fino al 2021 ed il 21 agosto seguente viene ceduto in prestito al Brasil de Pelotas dove gioca 16 incontri fra Série B e coppa nazionale. Il 19 novembre il trasferimento viene interrotto ed il giocatore passa con la stessa formula all'Atl. Goianiense.

## Statistiche
Statistiche aggiornate al 10 gennaio 2021.

### Presenze e reti nei club
| Stagione        | Squadra           | Campionato      | Campionato | Campionato | Coppe nazionali | Coppe nazionali | Coppe nazionali | Coppe continentali | Coppe continentali | Coppe continentali | Altre coppe | Altre coppe | Altre coppe | Totale | Totale | Totale |
| Stagione        | Squadra           | Comp            | Pres       | Reti       | Comp            | Pres            | Reti            | Comp               | Pres               | Reti               | Comp        | Pres        | Reti        | Pres   | Reti   |        |
| --------------- | ----------------- | --------------- | ---------- | ---------- | --------------- | --------------- | --------------- | ------------------ | ------------------ | ------------------ | ----------- | ----------- | ----------- | ------ | ------ | ------ |
| 2019            | San Paolo         | A1/SP+A         | 0+1        | 0          | CB              | 0               | 0               |                    | -                  | -                  |             | -           | -           | 1      | 0      |        |
| 2020            | San Paolo         | A1/SP+A         | 1+0        | 0          | CB              | 0               | 0               |                    | -                  | -                  |             | -           | -           | 1      | 0      |        |
| 2020            | Brasil de Pelotas | PD/RS+B         | 0+15       | 1          | CB              | 1               | 0               |                    | -                  | -                  |             | -           | -           | 16     | 1      |        |
| 2020            | Atl. Goianiense   | PD/GO+A         | 0+5        | 0          | CB              | 0               | 0               |                    | -                  | -                  |             | -           | -           | 5      | 0      |        |
| Totale carriera | Totale carriera   | Totale carriera | 22         | 1          |                 | 1               | 0               |                    | -                  | -                  |             | -           | -           | 23     | 1      |        |